# Kamgarn
Kamgarn je način pletenja tkanine. Tako imamo kamgarn srajce, hlače, jakne. Kot poznamo jeans in žametne hlače poznamo tudi kamgarn hlače, ki so bile popularne od začetka sedemdesetih let pa vse do konca osemdesetih. Dan danes so aktualni dolgi kamgarn plašči, vendar se imenujejo drugače. V nekaterih predelih Slovenije se izgovarja karngarn.
Primer: Župan mesta Maribor je nastopil v kamgarn hlačah in beli labodovi srajci. 
Razlaga primera: Včasih je bilo nošenje kamgarn hlač v kombinaciji s srajco elegantno in primerno tudi za svečane prireditve.